# Golfo di Pozzuoli
Il golfo di Pozzuoli è una insenatura situata vicino al comune da cui prende il nome, Pozzuoli. Il golfo è completamente ricompreso all'interno del golfo di Napoli. Si snoda tra capo Miseno e capo Posillipo: la distanza tra le due punte è di circa 6 chilometri. L'area interessata è quella dei Campi Flegrei.

## Geologia
Fenomeno principale che interessa il golfo è il bradisismo che rese necessario negli anni ottanta lo spostamento del porto di Pozzuoli di 50 metri più avanti rispetto alla sua ubicazione originale e che è all'origine dei ritrovamenti archeologici di epoca romana di parti della città oggi sott'acqua.

### Monitoraggio
Dal 2008 è presente al centro del golfo, su un fondale di cento metri di profondità, un sistema per il monitoraggio vulcanico marino denominato "CUMAS" (Cabled Underwater Module for Acquisition of Seismological data), il quale risulta connesso in tempo reale alla sala monitoraggio dell'Osservatorio Vesuviano.

## Ambiente
Insieme all'isola di Ischia, il golfo di Napoli e il golfo di Gaeta, la produzione delle acque del golfo è sufficiente a permettere la presenza di diverse specie di cetacei, inclusi la balenottera comune e il capodoglio.